# Ciudad independiente
Una ciudad independiente es una ciudad que no forma parte de otra entidad gubernamental local.
Las ciudades independientes no deben confundirse con ciudad-estados (como Singapur), que son ciudades soberanas fuera de cualquier otra nación-estado.

## América

### Estados Unidos
En los Estados Unidos, una ciudad independiente es una ciudad que no forma parte de ningún condado. Ya que los condados históricamente han sido una institución fuerte en el gobierno local en la mayoría de Estados Unidos, las ciudades independientes son algo bastante raro fuera de Virginia (véase abajo), cuya constitución estatal las hacen un caso aparte. La Oficina del Censo usa los condados como su unidad base para la presentación de información estadística, y trata las ciudades independientes como equivalentes de condados para estos fines. Las ciudades independientes no deben confundirse con las ciudades-condados consolidadas, como Denver (Colorado), la ciudad y condado de San Francisco (California), o Filadelfia (Pensilvania). 

#### Virginia
De las 42 ciudades independientes en los Estados Unidos, 39 están en Virginia. Las tres que no lo están son Baltimore (Maryland); San Luis (Misuri); y Carson City (Nevada).
En la Mancomunidad de Virginia, todos los municipios incorporados como «ciudades» han sido también «ciudades independientes», también llamadas «ciudades libres», desde 1871. Otros municipios, aunque tengan más personas que las existentes ciudades independientes, son incorporados como «pueblos» (towns), y como tal, forman parte de un condado. Una ciudad independiente en Virginia puede ser la sede de un condado adyacente, aunque por definición no forma parte de ese condado.
Varios condados de Virginia, cuyos orígenes datan a los ocho originales «comarcas» (shires) formadas en 1634 durante el período colonial, llevan la palabra «ciudad» en sus nombres; sin embargo, políticamente son condados. Ejemplos son el Condado Charles City y el Condado James City. Estos nombres se originaron en las más tempranas «incorporaciones» creadas en 1618 por la Compañía Virginia como la Ciudad Charles y la Ciudad James. La Compañía Virginia perdió su Carta en 1624, y Virginia se hizo una colonia real. 

##### El Condado de Arlington
El Condado de Arlington, que suele llamarse solo «Arlington» no es una ciudad independiente. Sin embargo, suele pensarse una ciudad porque es totalmente urbanizado, tiene un tamaño similar a las otras ciudades en el estado, y no incluye a ningún municipio dentro de sus fronteras. Consiste solo de algo de terreno cedido por Virginia al gobierno federal para formar Washington D. C. en el siglo XVIII, y fue devuelto a Virginia en 1846.

##### Antiguas ciudades
Antiguas ciudades independientes, ya extintas, que existían hace tiempo en Virginia incluyen:
- Clifton Forge, que devolvió su cédula de ciudad en 2001, y ahora es un pueblo incorporado en el Condado Alleghany.
- Manchester, que fue consolidado por acuerdo mutuo con la ciudad de Richmond en 1910.
- South Boston, que cedió su cédula en 1994, y ahora es un pueblo incorporado del Condado de Halifax.
- South Norfolk, que se unió con el Condado de Norfolk en 1963 para formar la Ciudad de Chesapeake.

Dos ciudades independientes más existía durante poco tiempo:
- Nansemond, creada del antiguo Condado de Nansemond en 1972, se unió en 1974 con la Ciudad de Suffolk y tres pueblos no incorporados dentro de las fronteras del antiguo condado para formar la actual Ciudad de Suffolk.
- Warwick, que fue creada del antiguo Condado de Warwick en 1952, fue consolidado por acuerdo mutuo en 1958 con la recién-expandida Ciudad de Newport News.

#### Otros estados
Algunos estados han creado ciudades independientes para gobernar mejor sus capitales o ciudades más grandes:
- La Ciudad de Baltimore, Maryland, se separó del Condado de Baltimore en 1851.
- Carson City, Nevada, fue consolidada con el Condado de Ormsby en 1969; sin embargo, el condado fue disuelto a la vez.
- La Ciudad de San Luis, Misuri, fue separada del Condado de San Luis en 1876.

#### Otras entidades similares a ciudades independientes
Una ciudad independiente no es lo mismo que:
- Una ciudad-condado consolidada (como lo son Baton Rouge (Luisiana), San Francisco (California), Filadelfia (Pensilvania), Denver (Colorado), Jacksonville (Florida), Indianápolis (Indiana), Nashville (Tennessee), Nueva Orleans (Luisiana), o Lexington (Kentucky)), en las cuales, los gobiernos de la ciudad y del condado (o parroquias, en Luisiana) se han unido.

- Un condado completamente urbanizado, como lo es el condado de Arlington (Virginia).

- Una clase de gobierno «federado» entre la ciudad y el condado en varios niveles, lo cual ocurre entre la Ciudad de Miami y el Condado de Miami-Dade.

- La Ciudad de Nueva York es una jurisdicción «sui géneris»: la ciudad está compuesta por cinco «boroughs» (barrios), cada uno de los cuales es contiguo con un condado. Estos cinco condados tienen menos poder que un condado normal incorporado en una ciudad.

- Washington D. C., que, como las capitales de muchos otros países (véase abajo), tiene un estatus especial. No es parte de ningún estado; sino que es la totalidad del Distrito de Columbia, que, según el Artículo 1, Sección 8 de la Constitución de los Estados Unidos, está bajo la jurisdicción del Congreso de los Estados Unidos. Cuando fue fundado, el Distrito se dividía en dos condados y dos ciudades independientes. El Condado de Alexandria (Distrito de Columbia) (que ahora es el Condado de Alexandria (Virginia)) y una parte de la ciudad independiente de Alexandria (Virginia) se devolvieron a Virginia en el 1846, mientras que las tres entidades restantes (la Ciudad de Washington, Georgetown, y el Condado Washington (DC)) se unieron en un gobierno consolidado por una ley del Congreso en 1871; Georgetown perdió su estatus como ciudad en otra ley de 1895. El Congreso ha dado muchos poderes al Distrito, aunque las leyes aprobadas por este pueden ser vetadas por el Congreso. Eso pasa muy pocas veces, así que Washington funciona como muchas ciudades independientes más, aunque no es legalmente tal.

- Ciudades y pueblos en la Nueva Inglaterra tradicionalmente han tenido gobiernos muy fuertes, mientras que los condados tienen poco. Hoy, la mayoría de los condados en Connecticut, Massachusetts, y Rhode Island no tienen casi ninguna institución gubernamental (excepto como servir para distritos de las cortes). Como pasa con los condados ceremoniales de Inglaterra, los condados en estos estados tienen una existencia nominal, y por lo cual ninguna ciudad o pueblo en estos estados es independiente de un condado.

### Canadá
En la provincia canadiense de Ontario, la misma clase de ciudad es llamada un «municipio de primer rango» o «municipio separado». En Quebec, suelen llamarse ciudades separadas, ya que no son «municipios regionales de condado». Ciudades y pueblos en Alberta no son parte de municipios rurales como condados. En Nuevo Brunswick, todo gobierno de condado fue abolido en 1967; entonces, todos las ciudades y pueblos en esta provincia podrían considerarse ciudades independientes.

## Europa

### Austria
En Austria, un concepto similar es el Statutarstadt.

### Alemania
En Alemania, diferentes estados tienen o el «Stadtkreis» («Condado urbano») o el «Kreisfreie Stadt» (literalmente, «Ciudad libre de estado»).
Ejemplos de ciudades independientes de Alemania son:
- Augsburgo
- Colonia (Köln)
- Fráncfort (Frankfurt am Main)
- Leipzig
- Múnich (München)

Además, las ciudades alemanas de Berlín y Hamburgo funcionan como estados federales, mientras que el estado de Bremen se compone de solo las ciudades de Bremen y Bremerhaven (que fue fundada como el puerto de la ciudad de Bremen).

### España
En España se dan dos casos de ciudades independientes, las cuales se denominan "ciudades autónomas". Tienen las funciones del ayuntamiento, y además las funciones ejecutivas de la comunidad autónoma. Las dos ciudades autónomas que existen actualmente en España son Ceuta y Melilla, ambas situadas en el norte del continente africano.

### Hungría
En Hungría, 23 de las ciudades son «ciudades con derechos de condados»; estas ciudades tienen los mismos derechos que los 19 condados de Hungría.

### Reino Unido
Algunas ciudades en el Reino Unido son una «autoridad unitaria», y podrían considerarse ciudades independientes. Sin embargo, en el reino, «ciudad» no tiene ningún estatus inherente; estatus de ciudad depende de un decreto real y solo le da al lugar el derecho de llamarse ciudad. Se pensaba que el estándar por tal derecho dependía en que si la ente tenía catedral. Ahora, el Departamento de Asuntos Constitucionales  dice que no hay criterios formales para pedir y recibir el estatus de ciudad en el Reino Unido. Es notable que en el Reino Unido, solo hay 66 ciudades; 50 en Inglaterra, 5 en Gales, 6 en Escocia, y 5 en Irlanda del Norte.
Borough de Condado se refería a un borough o ciudad independiente de control de un Consejo de Condado en Inglaterra y Gales entre 1889 y 1972; el término aún se usa en Irlanda del Norte y la República de Irlanda. Gales volvió a introducir el término en 1994 para ser usado con ciertas autoridades unitarias.

## Asia

### Taiwán
Bajo el sistema administrativo de Taiwán, algunas ciudades son gobernadas directamente por el «Yuan ejecutivo», otras son gobernadas por las provincias (la provincia taiwanesa es nominal), y otras son gobernadas por los condados. Las ciudades gobernadas por los gobiernos central y provincial se parecen a ciudades independientes bajo esta definición.

### República Popular China
En China, las ciudades de Pekín, Tianjin, Shanghái, y Chongqing son regiones a nivel de provincia, y son gobernadas por el gobierno central; no pertenecen a ninguna provincia. Además hay varias ciudades «viceprovinciales» que nominalmente son gobernadas por las provincias pero de facto son independientes de estas. 
En algunas provincias, hay unas ciudades que son gobernadas directamente por la provincia, saltando un nivel administrativo (prefecturas y ciudades a nivel de prefecturas).

### Corea del Sur
Además de sus nueve provincias, Corea del Sur tiene un total de siete «ciudades metropolitanas» a nivel de provincia. La mayor con diferencia en términos de población es la capital, Seúl, llamada teuk-byul-shi (특별시; literalmente, «mercado especialmente distinguido», para referirse a una ciudad especial), en la cual vive más del 20 % de toda la población del país. Las otras seis ciudades independientes son llamadas kwang-hyuk-shin (광역시; literalmente, «mercado de gran territorio», para referirse a una gran ciudad), cuyos nombres son Busan, Daegu, Daejeon, Incheon, Gwangju y Ulsan.
Históricamente, estas ciudades independientes han sido escindidas de la provincia que las rodea. Así, suelen compartir una fuerte identidad regional y cultural con la(s) provincia(s) adyacente(s). Eso se nota especialmente en Gwangju, ubicada en el centro de la región de Jeolla, y en Daegu, que formaba parte de la provincia de Gyeongsang del Norte. Igualmente, Busan y Ulsan se asocian fuertemente con la provincia de Gyeongsang del Sur, y Daejeon se asocia muchísimo con la provincia de Chungcheong. Seúl e Incheon son llamadas la «región capital», juntas con la provincia Gyeonggi, que las envuelve totalmente.
Una nota interesante de las ciudades independientes más nuevas es que, en algunos casos, los edificios gubernamentales (daecheong) provinciales siguen ubicados en las nuevas ciudades independientes, lo que significa que algunas provincias tienen sus capitolios fuera de sus fronteras.
En 2006, el partido en el poder propuso eliminar todas las fronteras de provincias y ciudades independientes. Este plan dividiría toda la república en 50 o 60 administraciones de nivel de ciudad o condado, similar al sistema usado en Japón. Este plan se concibió para reducir la discriminación y la enemistad entre provincias, eliminando la identidad provincial.

## Capitales nacionales
Varios países han separado sus capitales del resto del país. Por ejemplo, Bogotá, la capital de Colombia, o Caracas, la capital de Venezuela, son distritos capitales que tiene la misma categoría de los departamentos o estados de la república;
Copenhague, la capital de Dinamarca, está fuera del sistema de condados del país, al igual que la capital de Rumanía, Bucarest. La capital de los Estados Unidos no se encuentra en ningún estado. La capital británica se compone de la City de Londres y el condado de la Gran Londres, lo cual se divide en varios boroughs. La capital alemana, Berlín, es un Estado Federal con el mismo nivel de autonomía que estados más grandes, como Baviera. Bruselas, la capital belga, es una región separada llamada Región de Bruselas-Capital. Es independiente tanto de Flandes como Valonia, a pesar de estar envuelta totalmente por Flandes, en ella son oficiales tanto el flamenco como el francés. En Cuba, la ciudad de La Habana es una provincia separada, una de las 15 en que se divide el país. Asimismo, Moscú, la capital de Rusia recibe un mayor estatus por ocupar dicho cargo.
En países con un sistema federal, la capital federal a menudo es separada de otras jurisdicciones en el país, y suele tener una forma única de gobierno.
Unos ejemplos son:
- La capital australiana, Canberra, se ubica en el Territorio de la Capital Australiana
- India tiene el Territorio de la Capital Nacional de Delhi, lo cual contiene Nueva Delhi, la capital, y Delhi.
- Buenos Aires, Brasilia,  y Ciudad de México, las capitales de Argentina, Brasil, y México respectivamente, se ubican en un Distrito Federal.
- Washington D. C., la capital de los Estados Unidos, se ubica en el Distrito de Columbia, un territorio de capital creada de partes de Maryland y Virginia, aunque más tarde a Virginia se le devolvió las partes cogidas.
- Moscú, la capital de Rusia, forma una ciudad federal, que es uno de los 84 sujetos federales existentes en 2019, aunque este estatus también lo ostenta San Petersburgo, la segunda ciudad del país.